# (3481) Xianglupeak
(3481) Xianglupeak es un asteroide perteneciente al cinturón de asteroides, descubierto el 19 de febrero de 1982 por Observatorio Astronómico de Pekín desde la Estación Xinglong, Hebei, China.

## Designación y nombre
Designado provisionalmente como 1982 DS6. Fue nombrado Xianglupeak en homenaje al Monte Xianglu el más alto de Pekín.